# Pour une nuit
One Night Stand (Originaltitel: Pour une nuit) von Émilie Jouvet aus dem Jahr 2006 ist der erste französische Pornofilm, in dem ausschließlich lesbischer und transgender Sex gezeigt wird.

## Handlung
Im Gegensatz zu klassischen Pornofilmen gibt es keine Rahmenhandlung. In acht Episoden treffen sich unterschiedliche Paare (davon zwei mit einem Transmann) zu einem zufälligen One-Night-Stand an verschiedenen Orten (in Bars, auf der Toilette, auf dem Sofa, zuhause im Bett). Auf Dialoge wird dabei nahezu verzichtet. Gezeigt werden die verschiedensten lesbischen und queeren Sexpraktiken: Heavy-Petting, Oralverkehr und Strap-On-Sex werden genauso lustvoll ausgelebt wie Spanking, Flogging etc.
Hierbei geht es nicht um eine stilisierte Inszenierung, sondern die Darsteller leben ihre persönlichen Fantasien und Vorstellungen von Sexualität aus, wodurch ein Eindruck von Authentizität vermittelt wird. Dies wird dadurch verstärkt, dass zu Beginn des Films die Darsteller ihre verschiedenen Beweggründe, bei dem Film mitzuwirken, erläutern.
Jede Episode ist mit lauter Musik aus dem Queer-Punk unterlegt und bestimmt dadurch maßgeblich die Atmosphäre des Settings.

## Hintergrund
Die Schauspieler sind keine professionellen Pornodarsteller. Im Gegensatz zu üblichen Pornofilmen mit männlich-heterosexueller Zielgruppe vermittelt One Night Stand so ein vielseitiges und realistischeres Bild von Sex zwischen nicht-männlichen Personen. Der Film wird vorrangig in der Queer-Community rezipiert, da ausschließlich lesbischer bzw. transgender Sex gezeigt wird. Safer Sex wird thematisiert, indem die Darsteller in einigen Szenen auf Gleitgel und Latexhandschuhe zurückgreifen.

## Auszeichnungen
Der Film hat 2006 den lesbischen Jury-Preis beim Pornfilmfestival Berlin und 2007 den Sonderpreis beim Kopenhagener Gay and Lesbian Film Festival gewonnen.